# Furst Igor

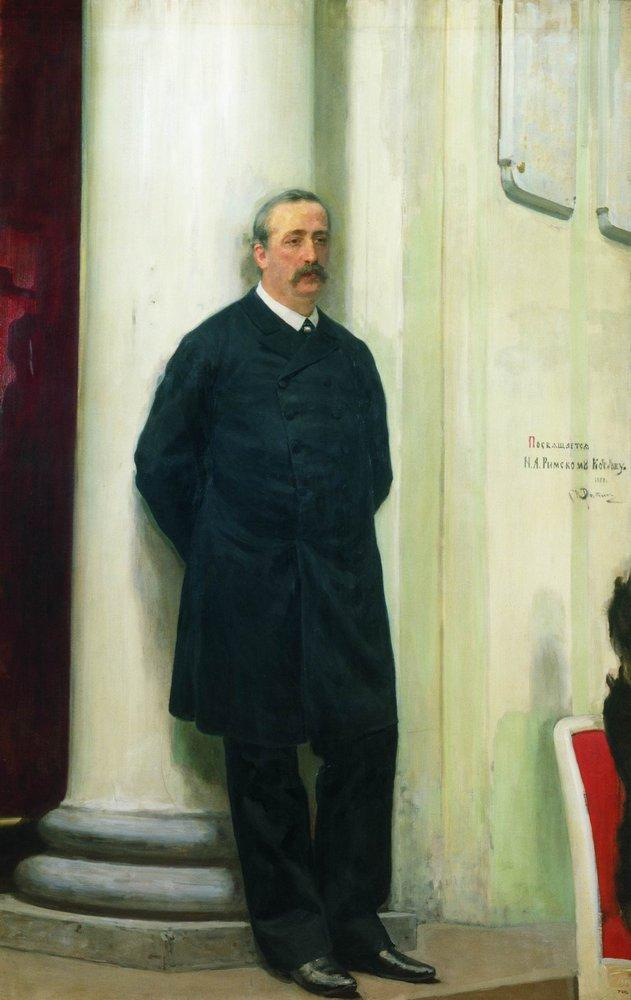
Aleksandr Borodin målad av Ilja Repin 1888.

Furst Igor (ryska: Князь Игорь, Knjaz Igor) är en opera i prolog och tre akter (i originalet fyra akter) med musik och text av Aleksandr Borodin. Librettot bygger på en förlaga av Vladimir Stasov baserad på den medeltida krönikan Om Igors härnadståg. Svensk översättning är av T. von Kraskovskij och Ture Rangström.

## Historiska fakta
Under vandringen från Sibirien på 1000-talet nådde polovtserna, ett nomadiskt turkfolk, fram till Volga och stötte där för första gången samman med de ryska härarna. Kontjak khan var en av deras mest berömda härförare. I slutet av 1100-talet och i början av 1200-talet pressades polovtserna allt längre västerut av tatarerna. En del av dem slog sig ner i Karpaterna. Den solförmörkelse som nämns i Igors härnadståg ägde faktiskt rum klockan 15.25 den 1 maj 1185. Furst Igor drog ut mot polovtserna 1185. Han segrade i det första slaget, men led nederlag vid en andra drabbning vid floden Kajala. Hans här förintades. Själv flydde han till den ryske storfursten i Kiev. Furst Igor äktade för övrigt Kontjak khans dotter.

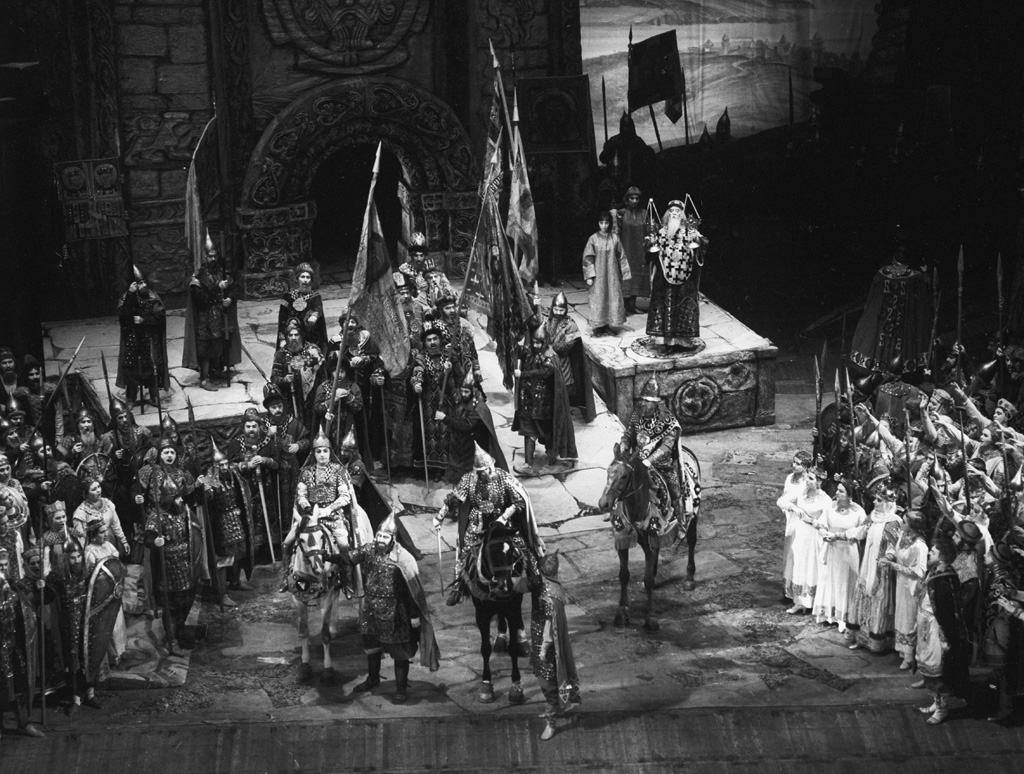
En scen i andra akten ur en föreställning på Bolsjojteatern 1967.

## Om eposetIgors härnadstågellerIgors sång
Under de senaste två seklen har det skrivits över 800 studier om legenden om Igors härnadståg, men man har ännu inte kunnat enas om när den uppstod, var i Ryssland den okände skalden levde och vilken bakgrund han hade eller varför han förevigade en obetydlig furstes meningslösa härnadståg (Igor härskade över ett ytterst litet furstendöme) och varför det inte är tatarerna, som härskade över Ryssland under två sekler, som är fienden utan det lilla polovtserfolket. Legenden om Igor ägde dock en skarp aktualitet under 1800-talet. Den var ett patriotiskt uppror till den ryska adeln att enas mot den gemensamma fienden, som stod att söka inom själv det ryska riket, där de mäktiga visade sig ovärdiga de fosterländska idealen. Enligt nationalisternas uppfattning - till vilka även Borodin hörde - kunde man i Ryssland endast göra framsteg om tsarhuset genomgick en andlig förnyelse och var villigt till politiska reformer, där det gavs utrymme för en upplyst adel och borgerlighet. I operan är frågan "varför" mycket viktigare än frågan "mot vem". Det var detta som var huvudskälet till att Borodin under sitt sökande efter ett nationellt operatema bestämde sig för legenden om Igor.

## Historia
Borodins storslagna operan går inte att kategorisera in under någon av de västerländska operagenrerna. Borodin rekommenderade 1869 Vladimir Stasov att skriva något på Igortemat. Den betydelsefulla kritikern och esteten försökte sig på att utforma ett drama med utgångspunkt från den historiska sångens berättande episoder, landskapsbeskrivningar och lyriska reflektioner. Operans libretto skrev dock Borodin själv och studerade under arbetet grundligt de historiska och litterära källorna. Han fullbordade dock aldrig librettot, vilket också försvårade utarbetandet av en slutgiltig version av operan, utan tonsatte endast enskilda avsnitt. Under de många årens arbete med tonsättningen fjärmade han sig alltmer från Stasovs idealiserande historiedrama och hämtade istället huvudsakligen inspiration från det ursprungliga eposet. Verket hade urpremiär på Mariinskijteatern i Sankt Petersburg den 4 november 1890.

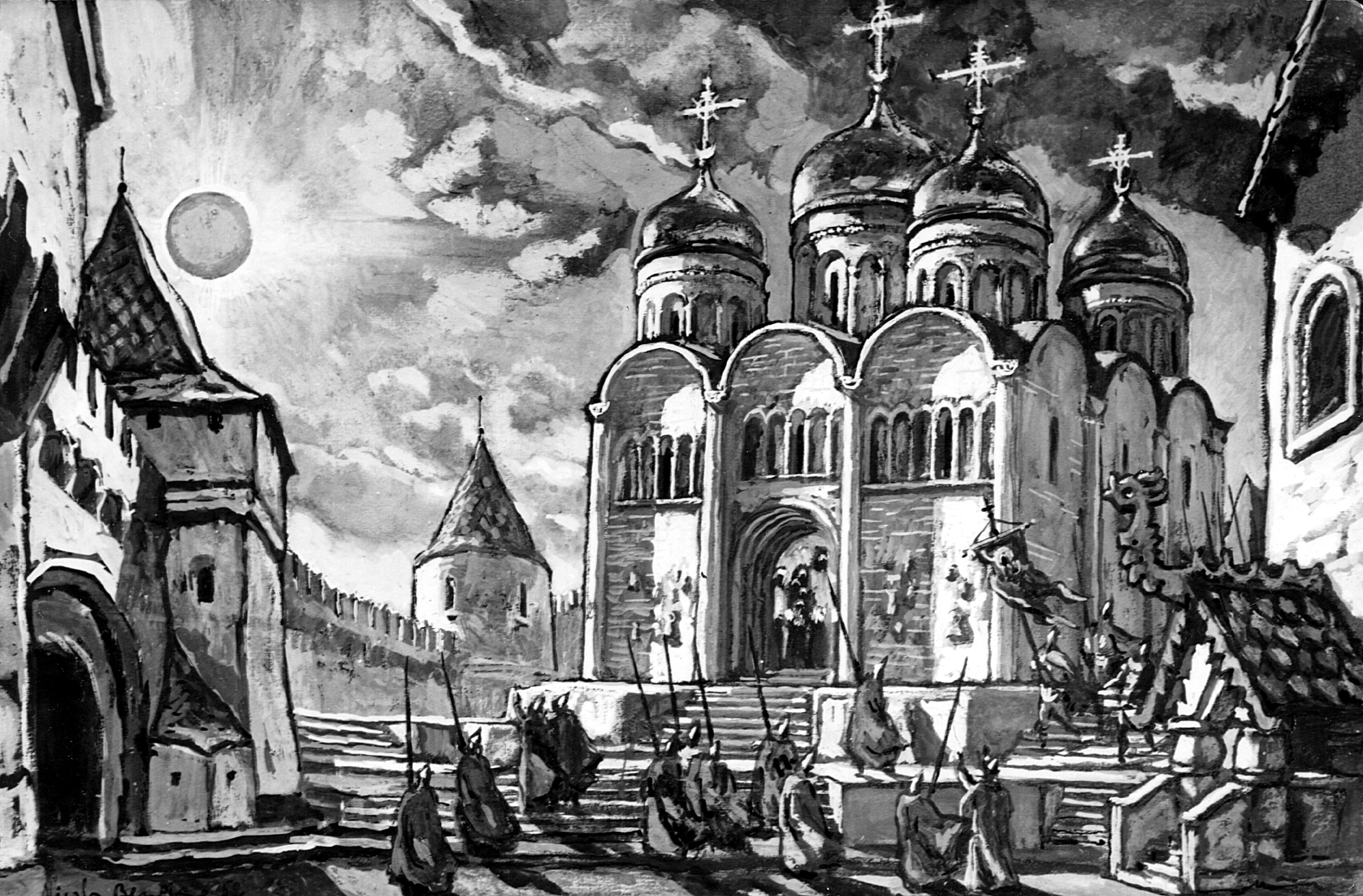
Scenbild till solförmörkelsen i akt I.

Den svenska premiären ägde rum på Stockholmsoperan den 11 mars 1933 och den iscensattes åter med premiär den 17 oktober 1946.

### Den ofullbordade operans vidare öde
Operan kan ses som en av Borodins mest karakteristiska kompositioner. Här varvar han romantiska melodier med eldiga orientaliska rytmer, exempelvis de ofta spelade Polovtsiska danser. Frånsett enstaka avbrott arbetade Borodin med Furst Igor från 1869 fram till sin död 1887. Men operan förblev ändå ofullbordad. Det finns ingen autentisk version. Borodin instrumenterade själv endast en fjärdedel av hela operan som färdigställdes av Nikolaj Rimskij-Korsakov och Aleksandr Glazunov. Borodin hade hunnit spela igenom skisserna till operan för vännerna och de kunde alltså åta sig att fullborda den, vilket betyder större delen av tredje akten och ouvertyren samt en del av instrumenteringen. I motsats till fallet med Boris Godunov höll sig Rimskij-Korsakov strängt till de instruktioner han hade fått av Borodin, och Glazunov kunde skriva ner ouvertyren ur minnet eftersom Borodin hade spelat den flera gånger för honom men inte fäst den på papper. Furst Igor har under åren omarbetats i olika versioner. År 1947 planerade den sovjetiske musikologen Pavel Lamm att ge ut operan i en autentisk version, eftersom en femtedel av den musik som Borodin komponerade till operan inte hade använts av Rimskij-Korsakov och Glazunov; i deras bearbetning hade också scenernas inbördes ordningsföljd förändrats. Lamms utgåva publicerades dock aldrig. År 1974 utarbetade tonsättaren Jurij Fortunatov och musikhistorikern Jevgenij Levasjov på grundval av Lamms forskning en ny version för ett uppförande i Vilnius (deras version offentliggjordes och uppfördes till sist 1978 på Deutsche Staatsoper i Berlin). År 1993 uppfördes en ny version med förbättrad instrumentation av Jurij Falik. Den finns också inspelad på CD. På senare år har Valerij Gergijev redigerat akterna för att få en bättre dramaturgi på 1990-talet.
Av musikvetenskapen klassificerades operan som ett gammalryskt hjälteepos och förde som sådant en sorglig tillvaro på världens operascener. Detta ändrades först när man inte längre framhävde verkets yttre exotism på bekostnad av dess inre väsen. Till de här radikalt ändrade versionerna hör Harry Kupfers iscensättning i Köpenhamn 1976 och Christian Pöppelreiters på Deutsche Staatsoper i Berlin tio år senare. Medan Kupfer hoppades på att fienderna skulle försonas - hos honom slutar operan med ett bröllop mellan Vladimir och Kontjakovna - påvisade Pöppelreiter maktprincipernas oförsonlighet.

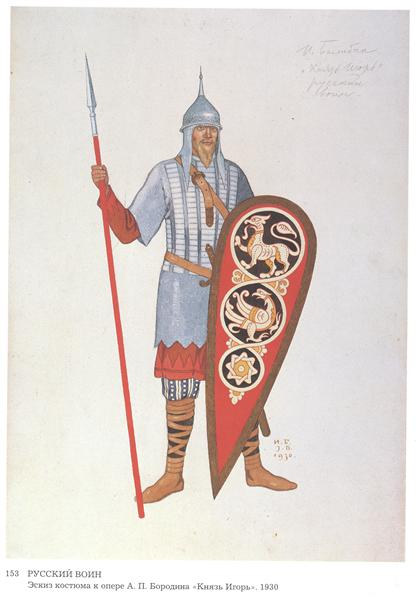
Kostymteckning av krigare gjord av Ivan Bilibin 1930.

## Musik från österlandet
Det var en naturvetenskaplig konferens 1874 i Kazan som väckte Borodins intresse för polovtserna och andra orientaliska folk. Universitetet i Kazan hyste det största forskningscentret för orientalistik. Det hänger kanske samman med tonsättarens demokratiska uppfattning att han på intet sätt framställer de "barbariska" polovtserna som sämre eller mer primitiva än den ryske hjälten. Kontjak khan är på sitt vis en lika stor ande som Igor, och Kontjakovna är en lika anslående kvinnogestalt som Jaroslavna. De har samma rang och det enda som skiljer dem är deras temperament och sedvänjor.
Det som är musikaliskt och dramatiskt speciellt med Borodins opera är att två i grunden olika världar ställs mot varandra: det gamla Ryssland och det exotiska Österlandet. I sin framställning av den gammalryska miljön arkaiserade Borodin mer än vad Glinka hade gjort 30-40 år tidigare. Borodin komponerade i gammal folkviseanda, använde kyrkotonarter och en melodik som var karakteristisk för den gamla ryska kyrkomusiken. Men Borodin efterliknade inte bara folk- och kyrkomusiken, utan även 1800-talsstädernas romanser. Romansstilen är förknippad med kärlekstemat: Den karakteriserar framförallt gestalten Vladimir, men gör sig även påmind i en av Igors hänförande melodier (arian i akt II) och hos Jaroslavna ("Klagovisan", akt IV).
Polovtsernas musik är trollbindande, vilket är typisk för all Borodins orientaliska musik. Den har ibland en air av erotik och är ibland grovhugget barbarisk. I motsats till den ryska musiken präglas de österländska melodierna av en omfattande melismatik.

## Personer
- Igor Svjatoslavitj, furste av Novgorod-Seversky (baryton)
- Jaroslavna, hans hustru i andra giftet (sopran)
- Vladimir, hans son från ett tidigare äktenskap (tenor)
- Vladimir Jaroslavitj, furste av Galitskij, bror till Jaroslavna (basstämma)
- Kontjak, polovtsisk khan (basstämma)
- Kontjakovna, hans dotter (alt)
- Ovlur, en kristen polovtser (tenor)
- Skula och Jerosjka, gycklare och gudokspelare (bas och tenor)
- Jaroslavnas amma (sopran)
- En polovtserflicka (sopran)
- Gzak, en annan polovtserkhan (stum roll, även basstämma)
- Ryska furstar och furstinnor, bojarer och bojarhustrur, de äldste, ryska krigare, flickor, folk, polovtserkhaner, ryska krigsfångar, polovtservakter (kör)
- Polovtserflickor, slavar och slavinnor, polovtserkrigare (balett)

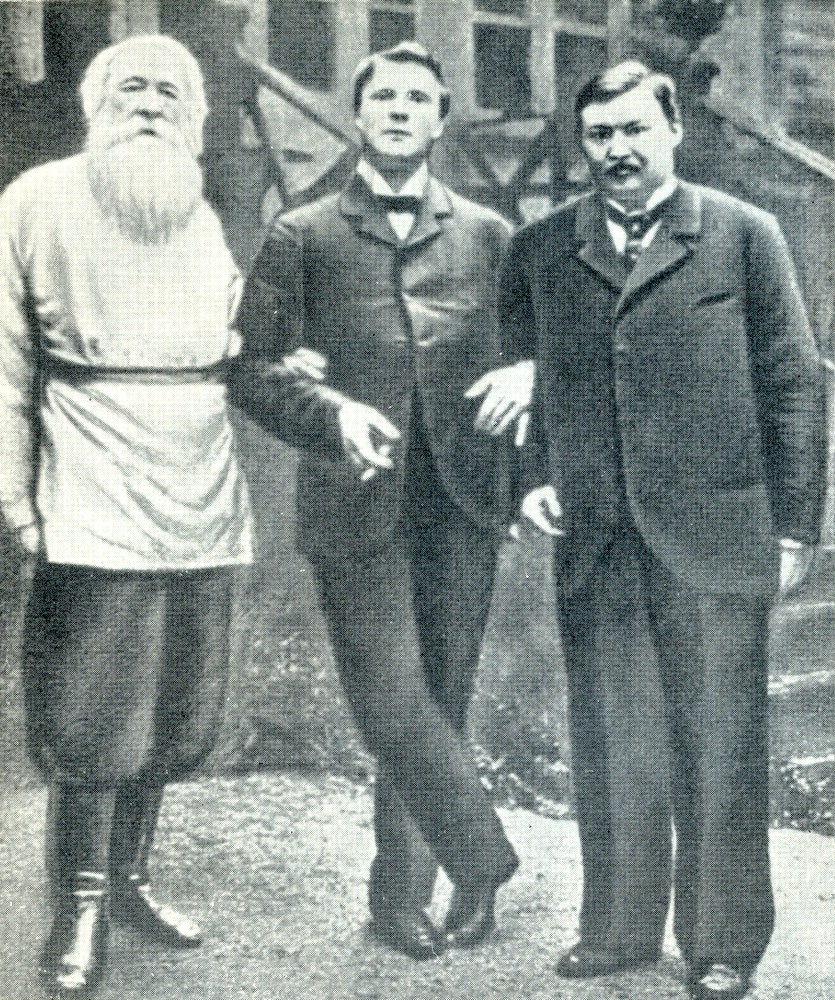
Vladimir Stasov, basen Fjodor Sjaljapin och Glazunov

## Handling
Operan utspelas 1185 i staden Putivl och i det polovtsiska lägret.

### Prolog
Prologen utspelar sig i staden Putivl. Furst Igor mönstrar sina män. Han vill inleda ett härnadståg mot polovtsernas härskare Kontjak khans styrkor. Då förmörkas solen. Men Igor ignorerar det varnande järtecknet trots att hans hustru Jaroslavna ber honom att stanna hemma. Han tar avsked av sin hustru och anförtror riket åt sin svåger, furst Galitskij. Under lovsånger drar han och hans män ut i kriget. Bara de båda gudokspelarna Skula och Jerosjka fruktar döden mer än att lida smälek som pultroner. De gömmer sig och stannar kvar i den skyddade staden Putivl.

### Akt 1
Akt 1 utspelar sig i Polovtsernas läger. Furst Galitskij anordnar en festmåltid för att vinna undersåtarnas stöd och därigenom tillskansa sig Igors tron. Skula och Jerosjka hyllar honom redan som Novgorods nye herre. Några flickor fordrar att vällustingen skall frige en väninna till dem, som han har rövat bort. Men Galitskij jagar bort dem. Jaroslavna oroar sig för Igor, eftersom hon ännu inte har fått några underrättelser från honom. Flickorna bönfaller Jaroslavna att skydda dem från Galitskij. Denne driver bort flickorna (men han friger i alla fall den bortrövade flickan), hånar sin vredgade syster och inbillar sig att han redan har tagit Igors tron i besittning. Den bekymrade Jaroslavna underrättas av bojarerna att den ryska hären har lidit nederlag och att Igor har blivit tillfångatagen tillsammans med sin son Vladimir. Fienden marscherar nu mot huvudstaden och bojarerna står beredda att försvara sin furstinna. Larmklockan ringer: polovtserna anfaller plötsligt Putivl.

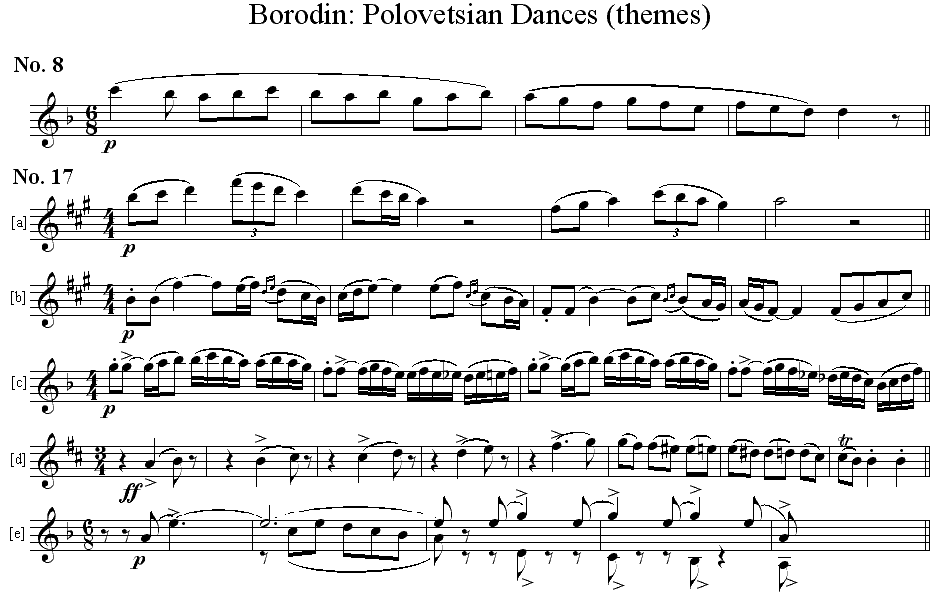
De polovtsiska danserna

### Akt 2
I polovtserlägret lockar kvällskylan flickorna till att dansa och sjunga. Igor och Vladimir har tillfångatagits vid Kajalafloden, och lever nu sitt liv (ganska komfortabelt) som khanen Kontjaks gäster. Vladimir har förälskat sig i khanens dotter Kontjakovna; hon sjunger först en blodfull kärleksaria i lågt röstläge, och de förenas sedan i en passionerad duett. I natten vandrar Igor rastlöst genom lägret. Han förgås av skam över att vara fånge. Han beklagar det oöverlagda härnadståget och längtar efter sin älskade hustru. Jaroslavna har sänt Orlov, en polovtserman som har låtit kristna sig och som bor i Putivl, till Igor för att hjälpa denne att fly. Men fursten vill inte begå en sådan ärolös handling, eftersom Kontjak khan behandlar honom som en gäst. Kontjak erbjuder ryssen sin vänskap. Tillsammans skulle de båda rikena bli oövervinnliga och kunna underkuva andra folk och riken. Igor tillbakavisar erbjudandet. För att muntra upp den dystre fursten och försöka vinna honom för sin plan, kallar khanen till sig lägrets vackraste kvinnor. Dessa smeker den sorgsne Igor medan polovtsermännen dansar för att visa främlingen vilka starka krigare de är. (De berömda polovtsiska danserna.)

### Akt 3
Akt 3 utspelar sig i Polovtsernas läger. Den grymme khanen Gzaks hord återvänder efter ett rövartåg i Ryssland. Triumf och fest. Igor plockar upp ett krigsbyteskors från marken, kysser det och sjunger en aria där han uppmanar Ryssland till samling mot polovtserna. Igor beslutar sig för att ta emot Ovlurs erbjudande om att fly. Medan vakterna är berusade av segervin ordnar Ovlur fram hästar. Då kommer Kontjakovna och bönfaller Vladimir att inte lämna henne. När Igor vill tvinga sonen att ta farväl slår hon larm i hela lägret, men Igor lyckas ändå undkomma. Kontsjak förbjuder sina trupper att förfölja honom och benådar Vladimir, som vigs vid Kontjakovna.

### Akt 4
Akt 4 utspelar sig i det nedbrända Putivl. Jaroslavna sjunger en klagosång tillsammans med stadens kvinnor. Nu syns två ryttare: det är Igor och Ovlur. Jaroslavna och Igor förenas i en stor kärleksduett. Skula och Jerosjka känner inte till att Igor har återvänt utan sjunger en smädevisa om honom. Då får de se att Igors fana åter pryder Putivl. De låter klockorna klämta, sammankallar folket och tillkännager Igors hemkomst. Igor lovar att samla en ny armé, och operan slutar i högstämd rysk patriotism.

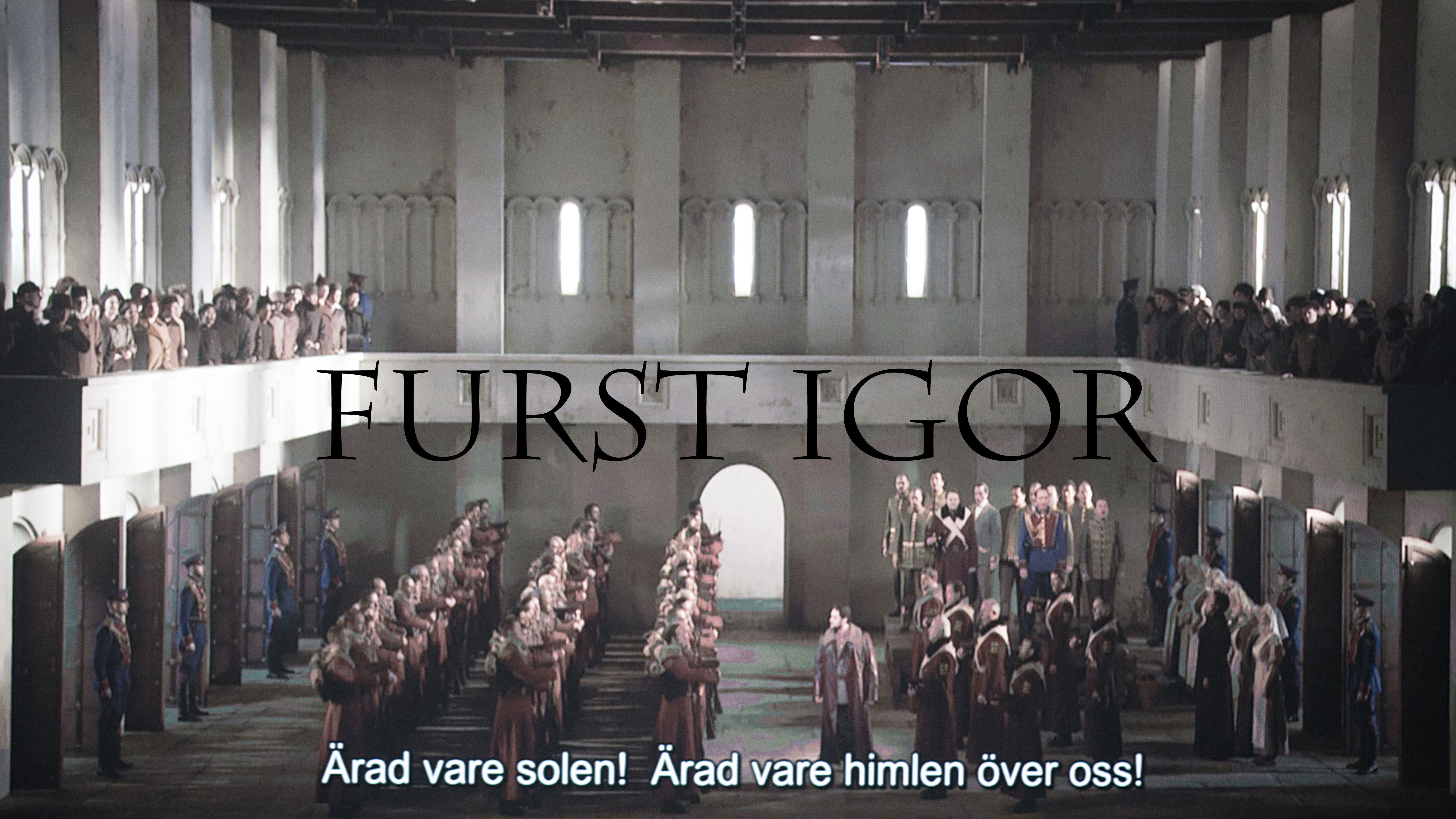
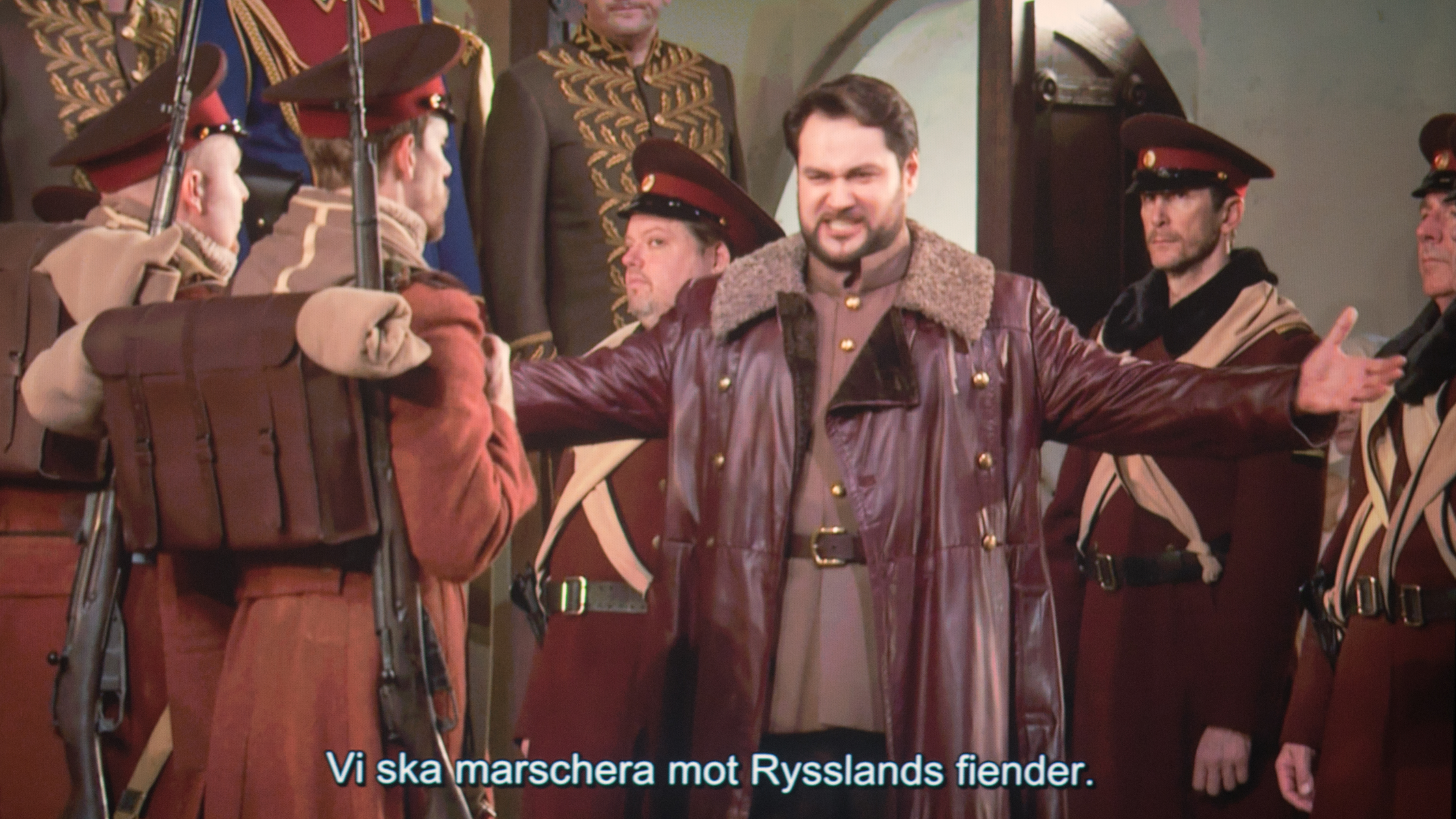
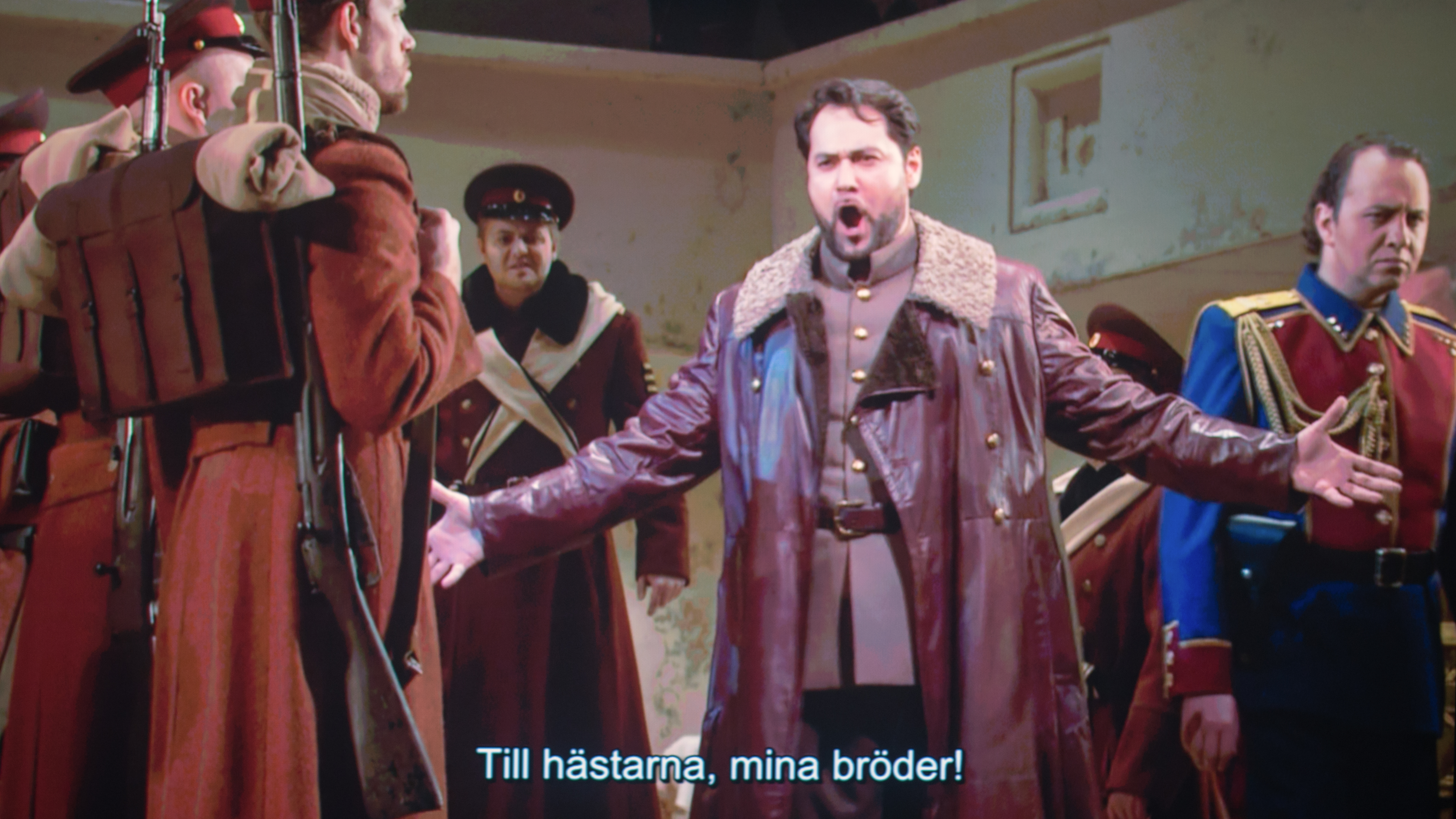
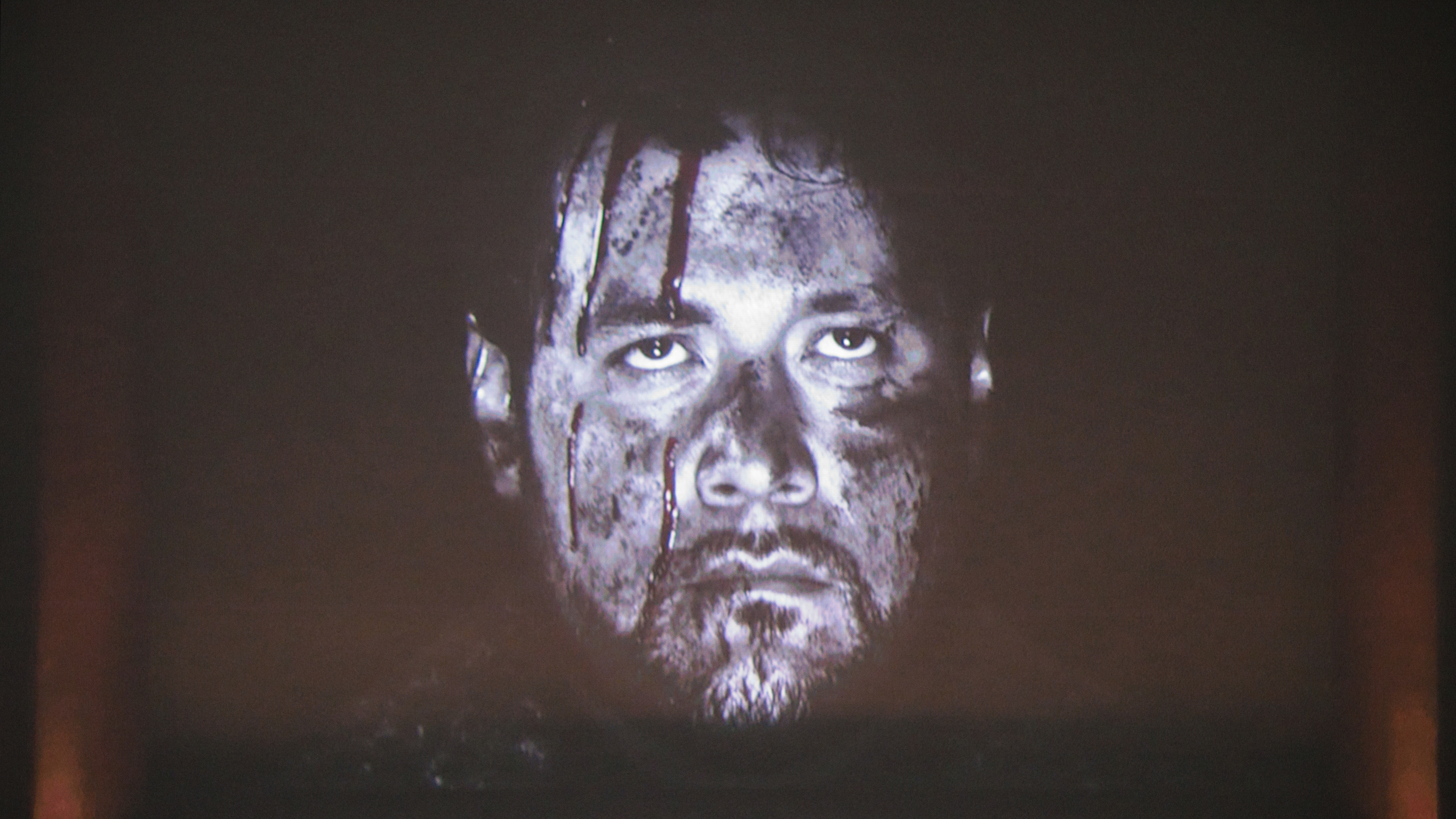
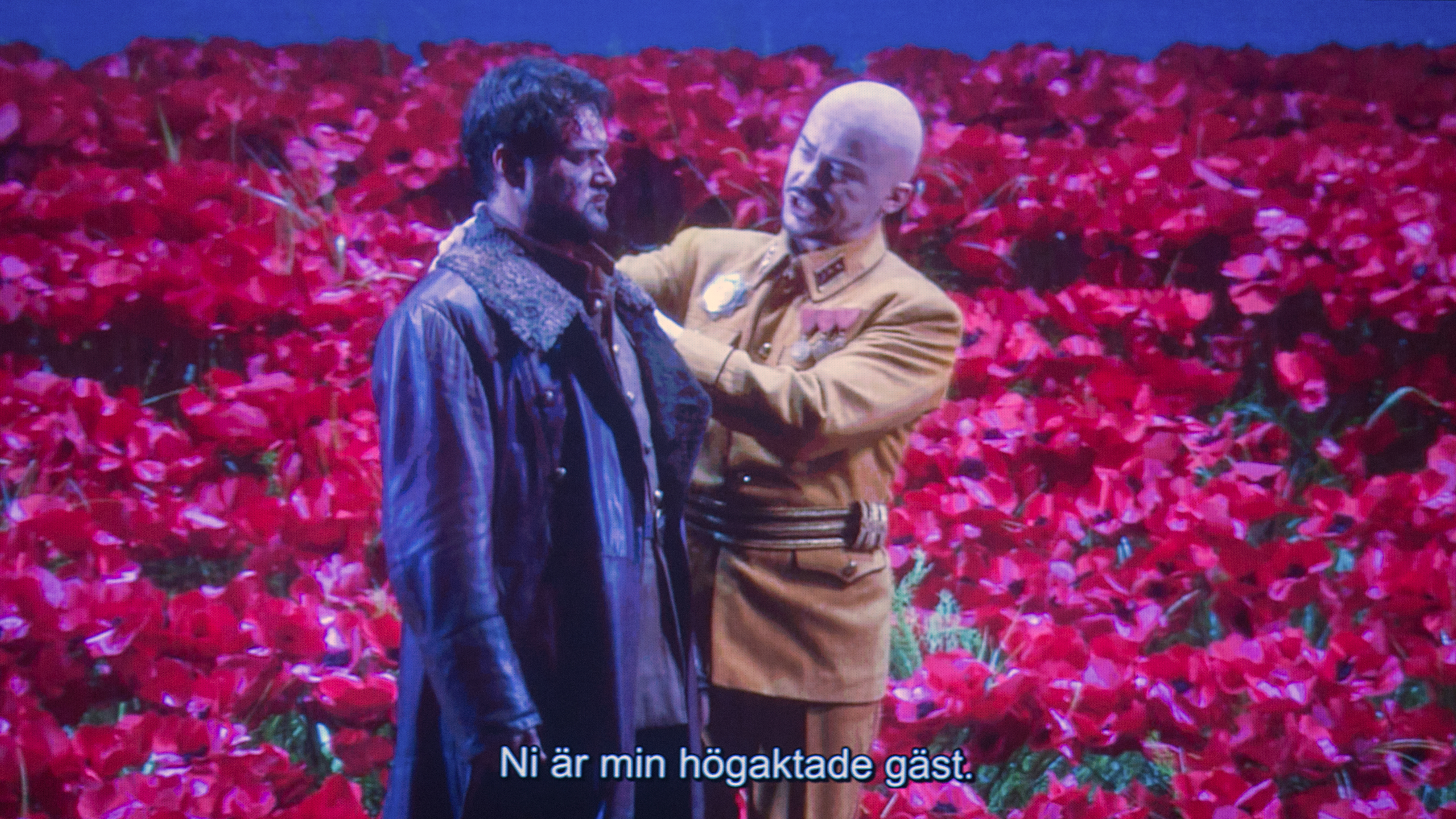
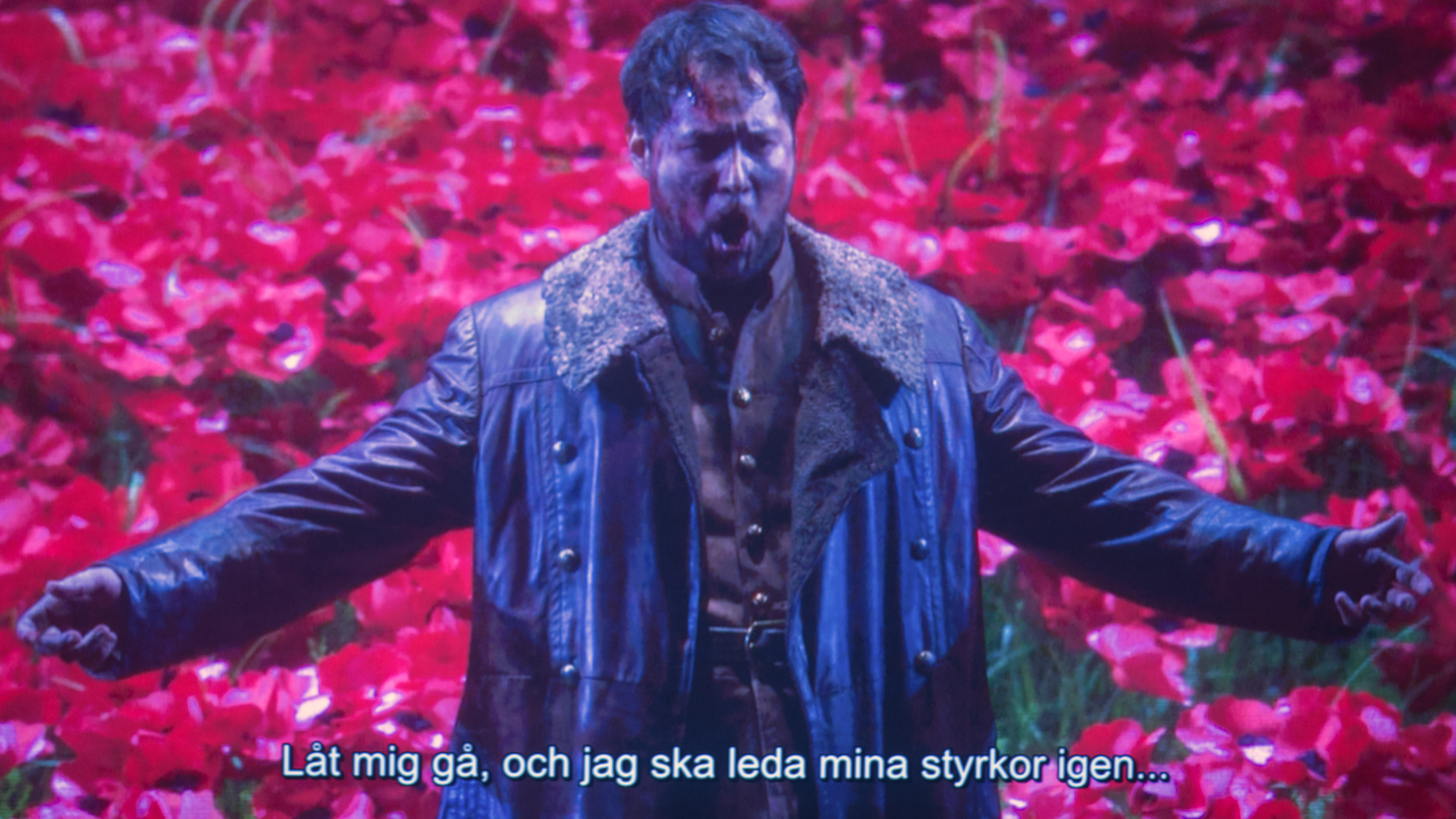
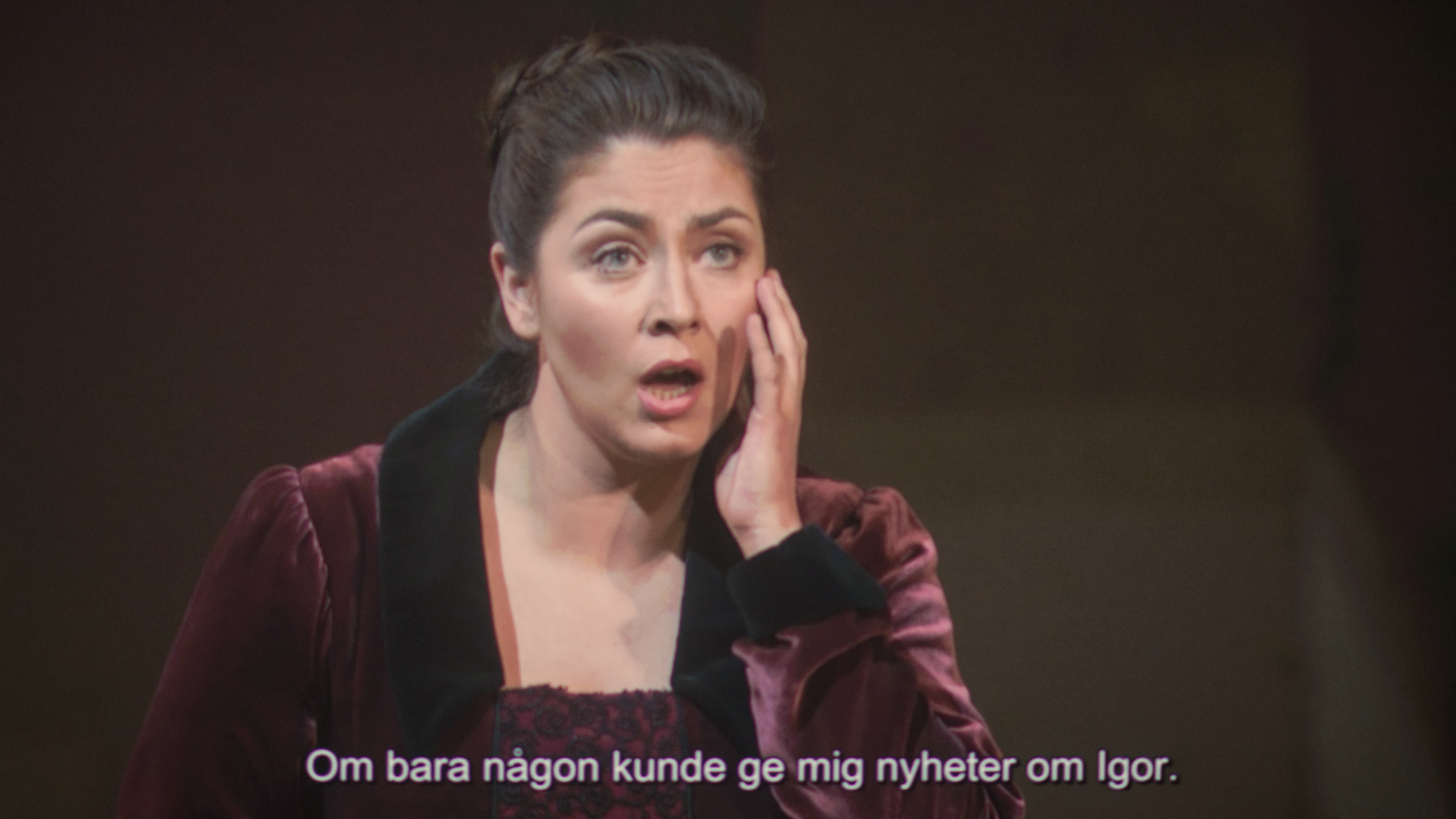
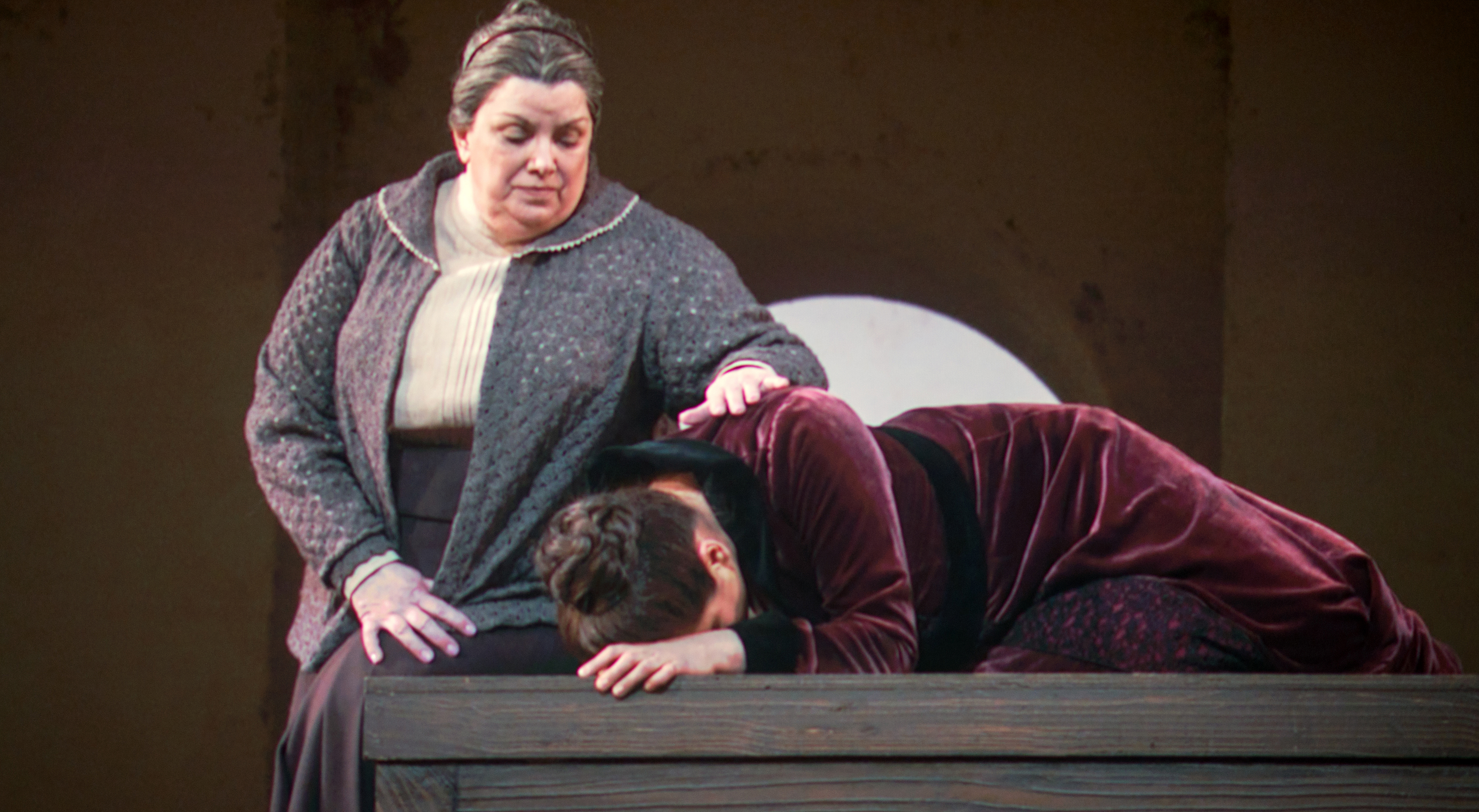
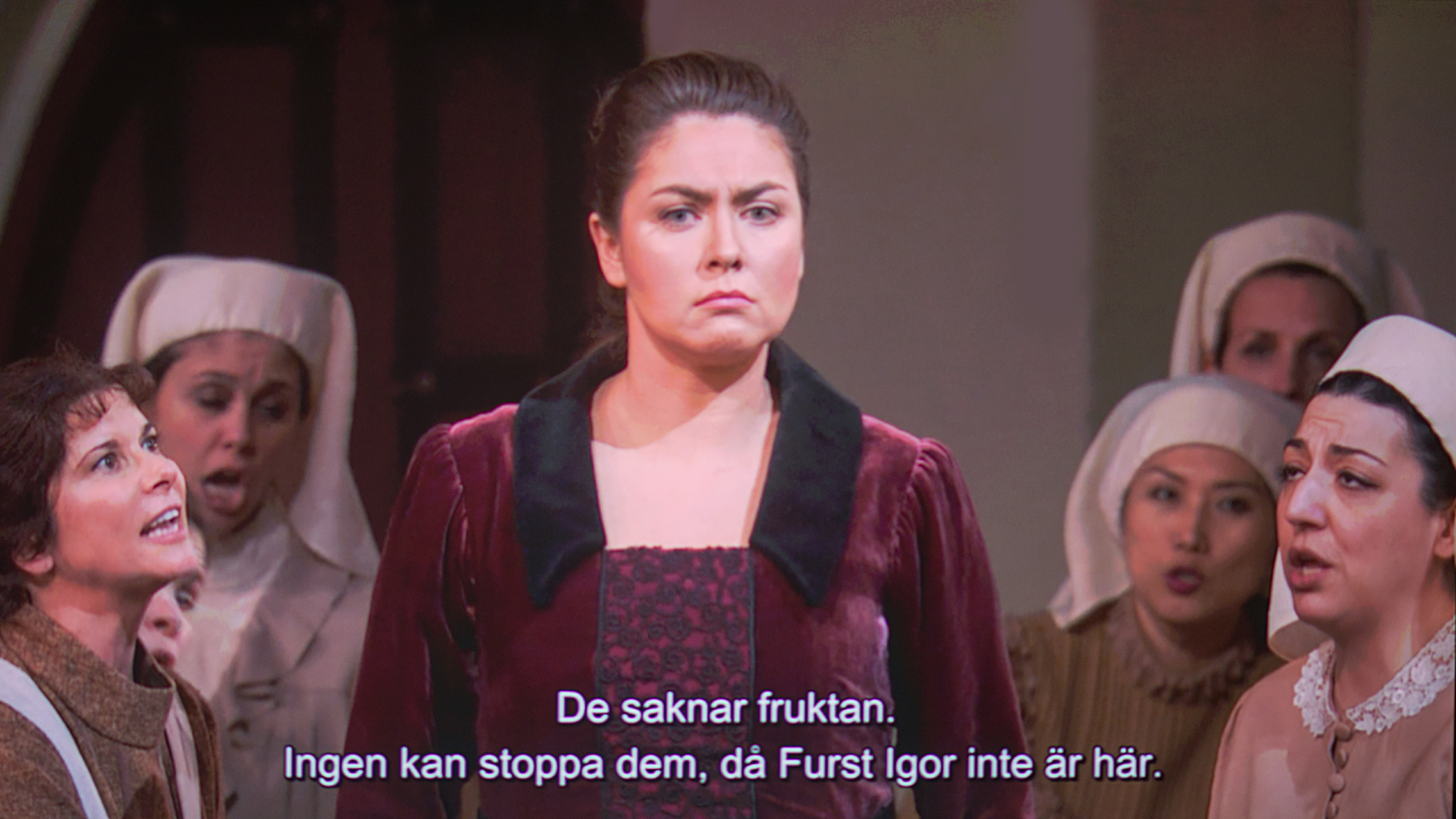
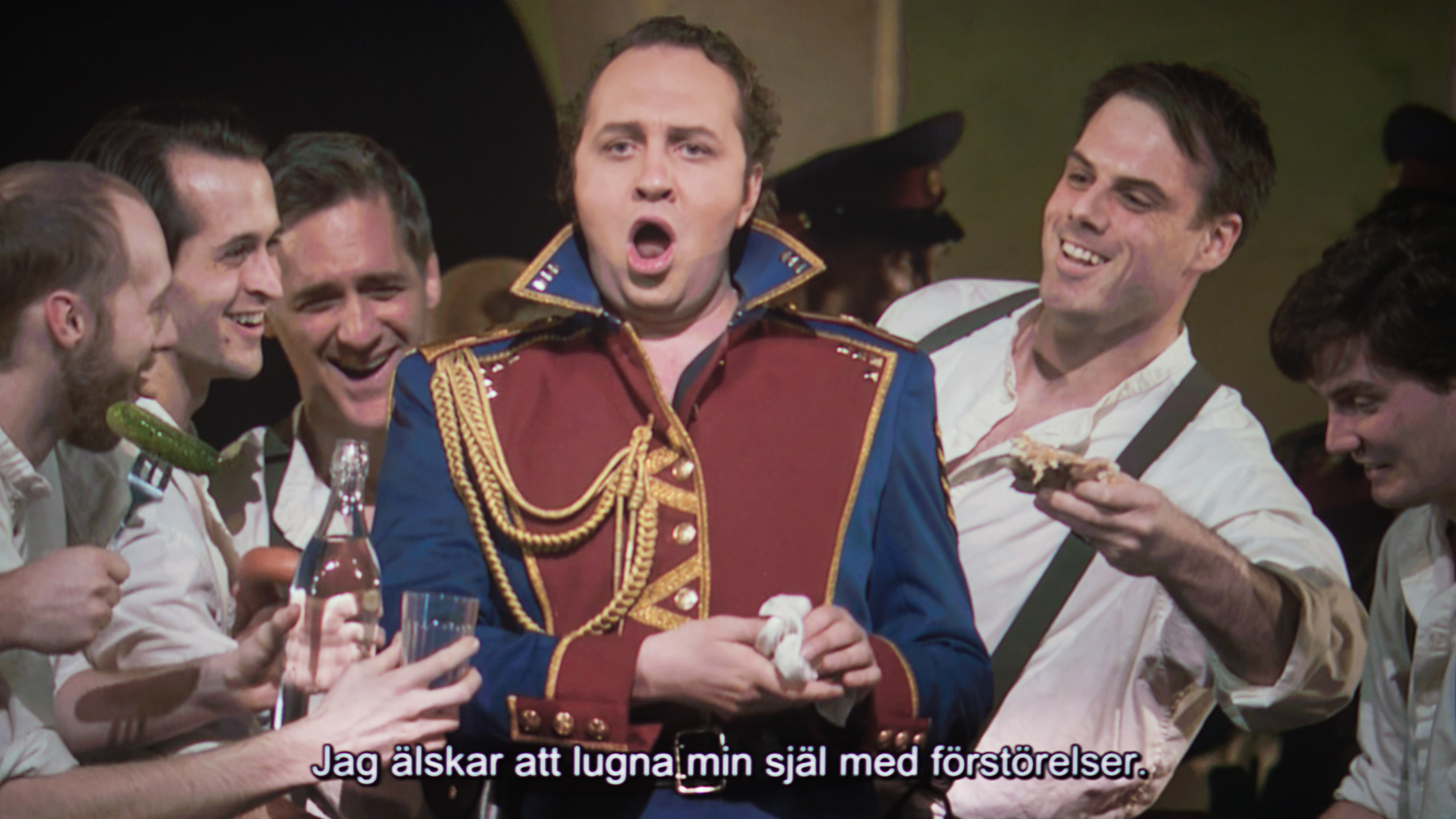
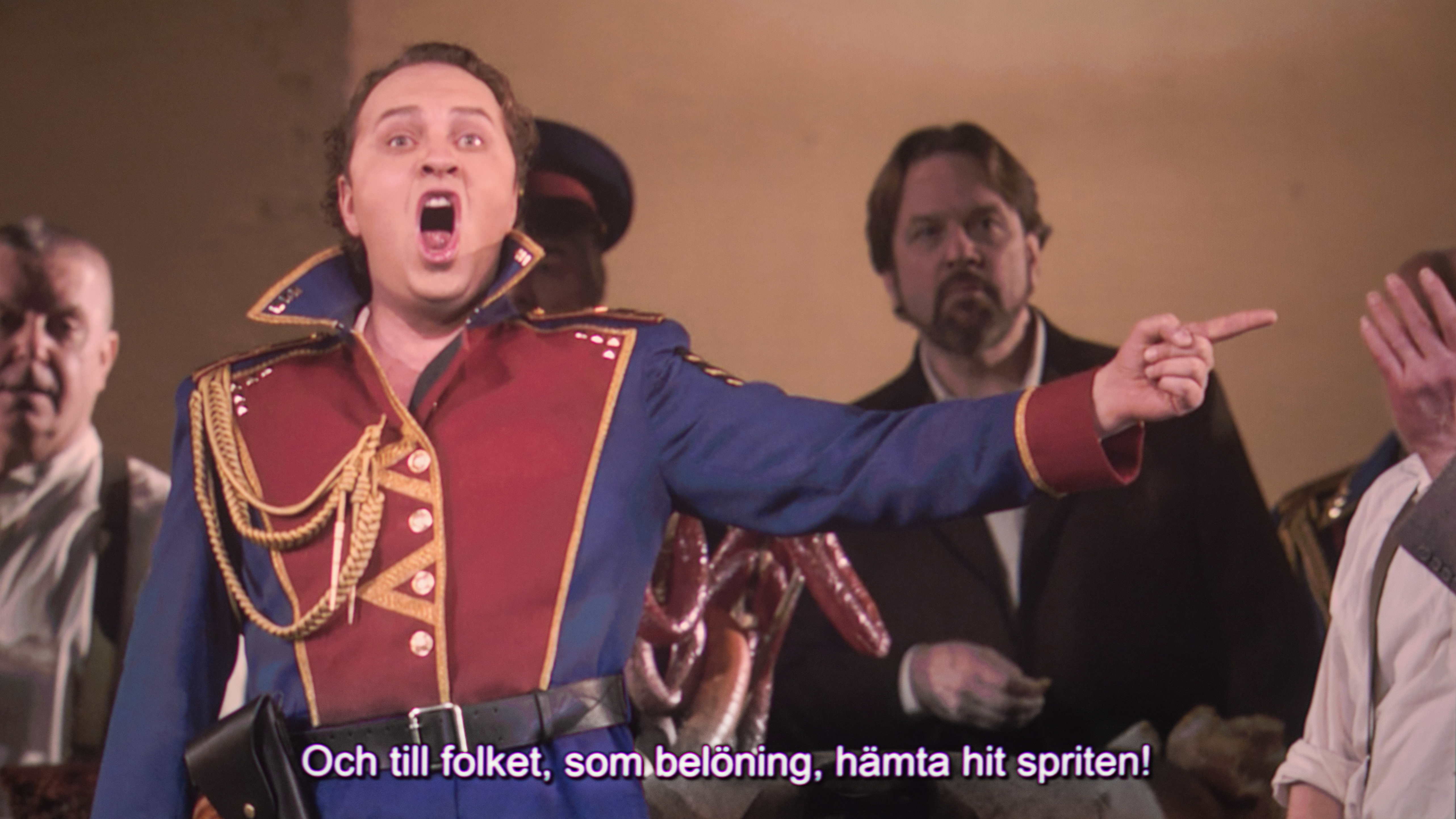
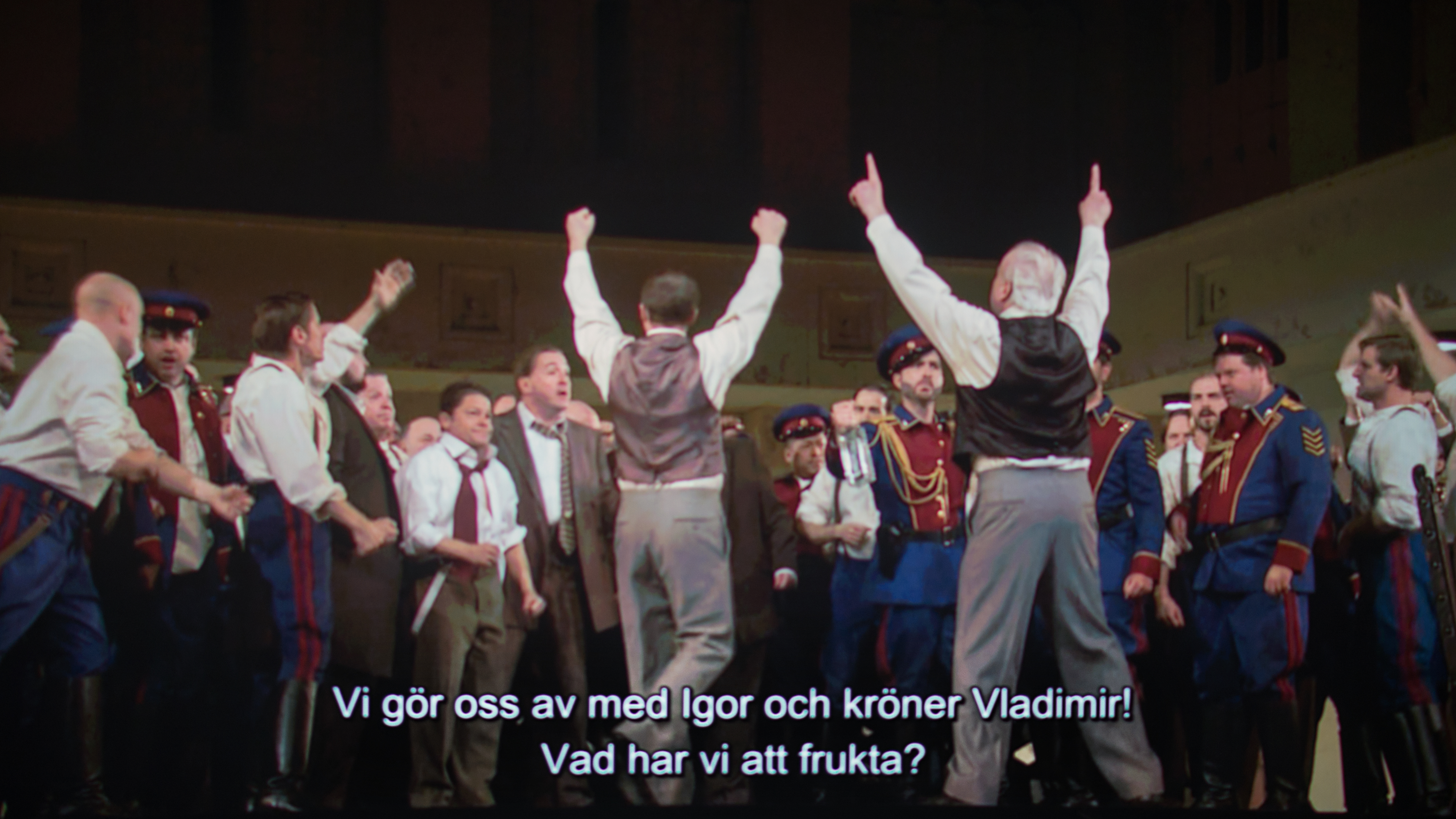
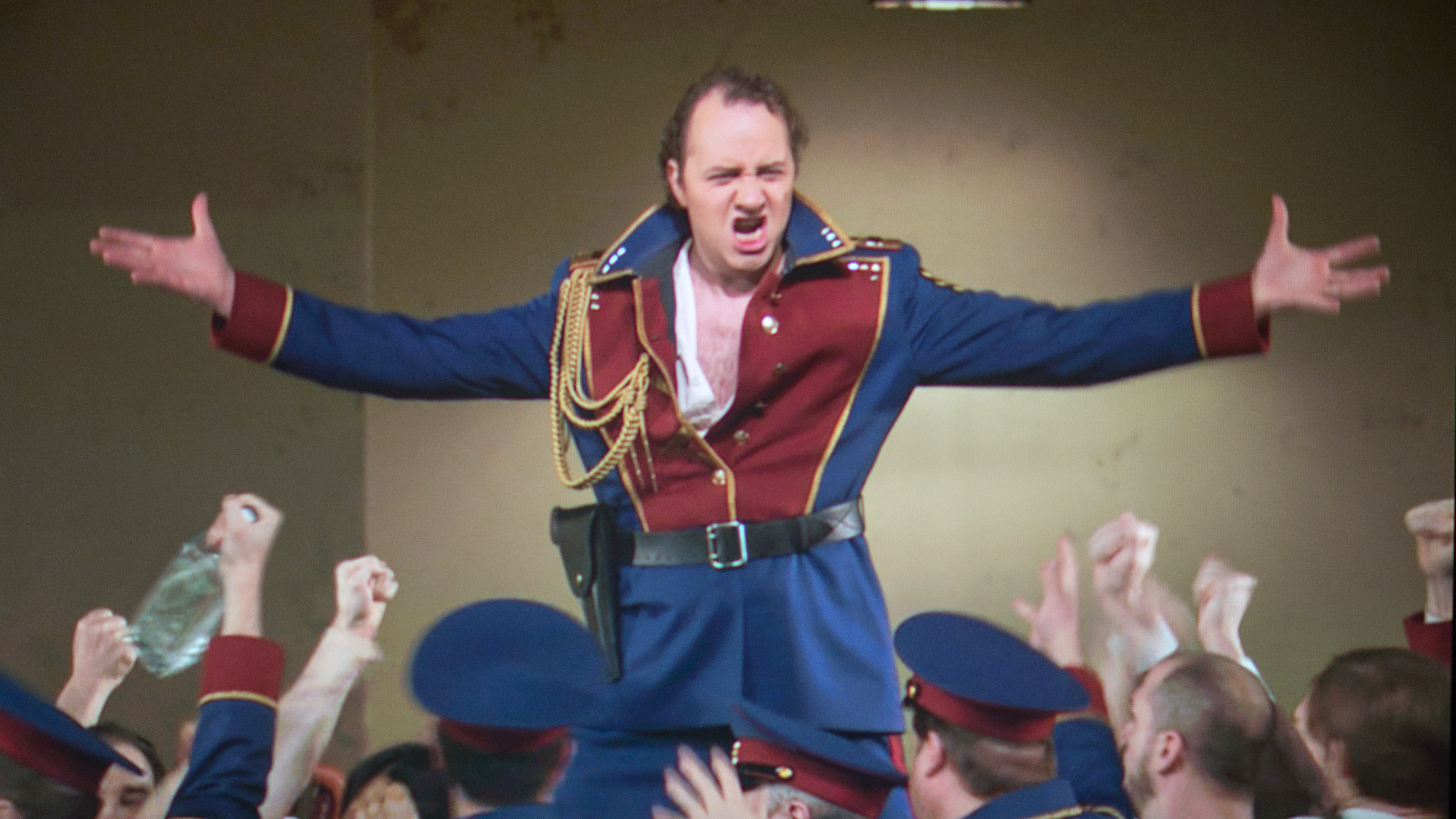
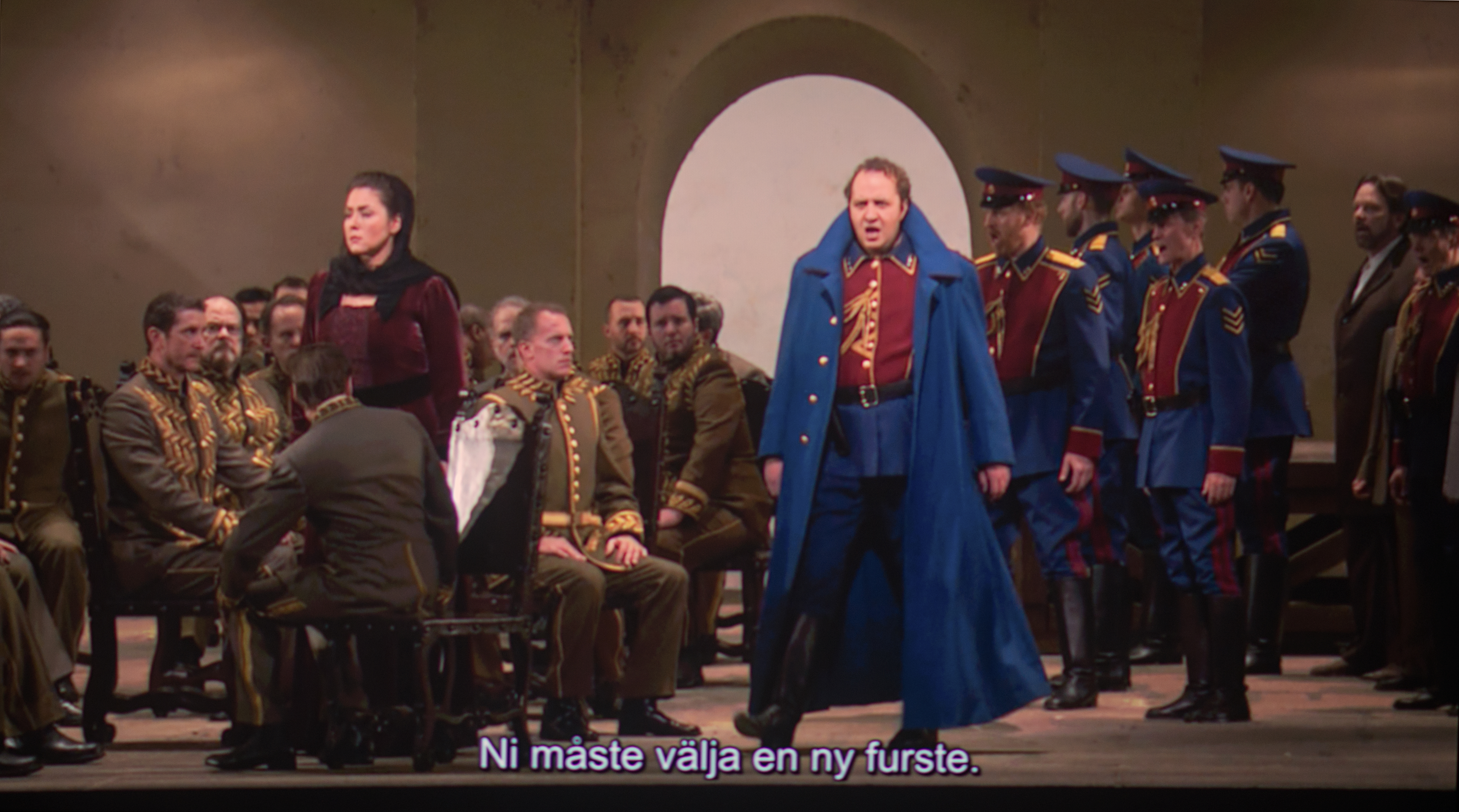
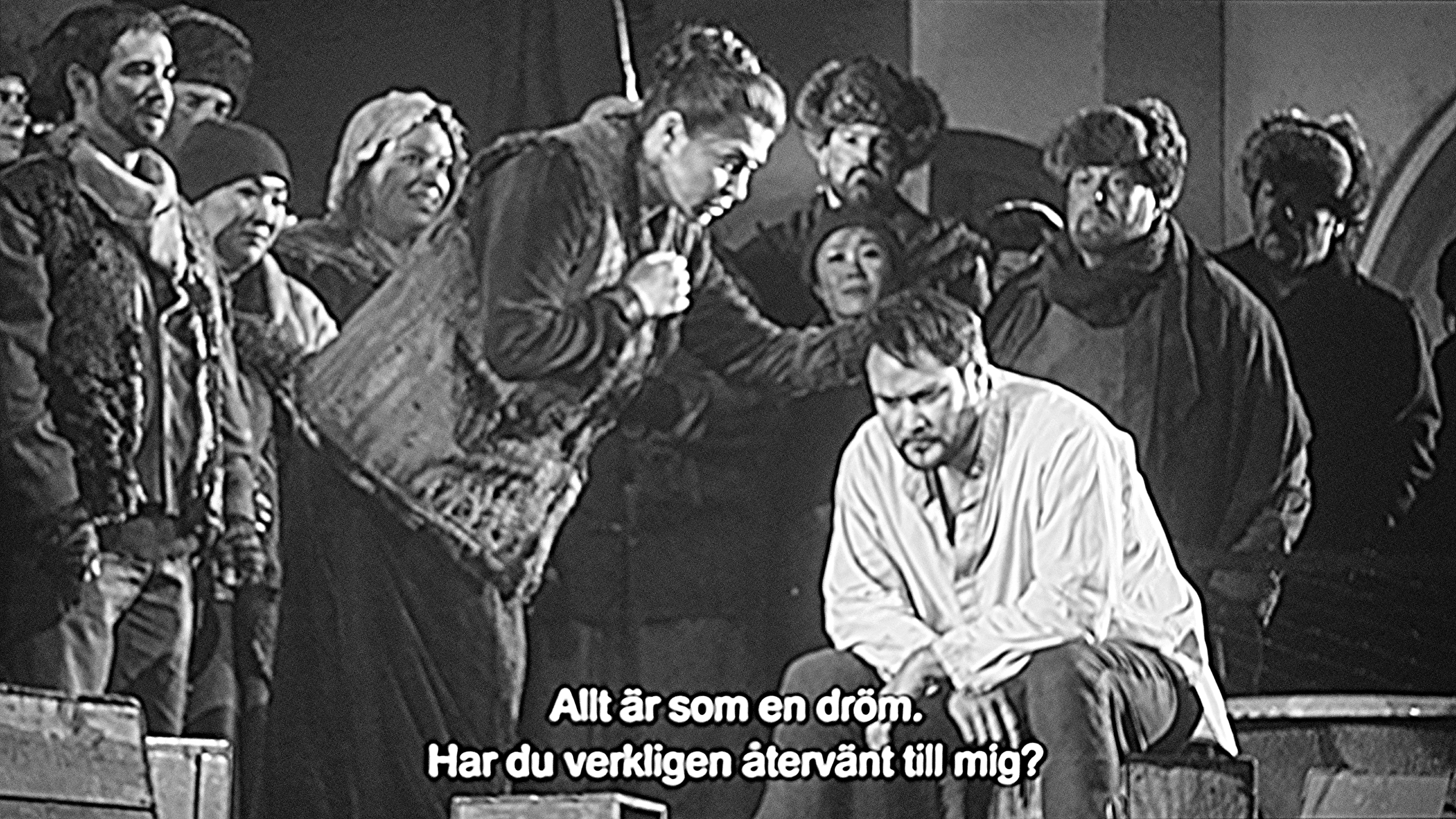
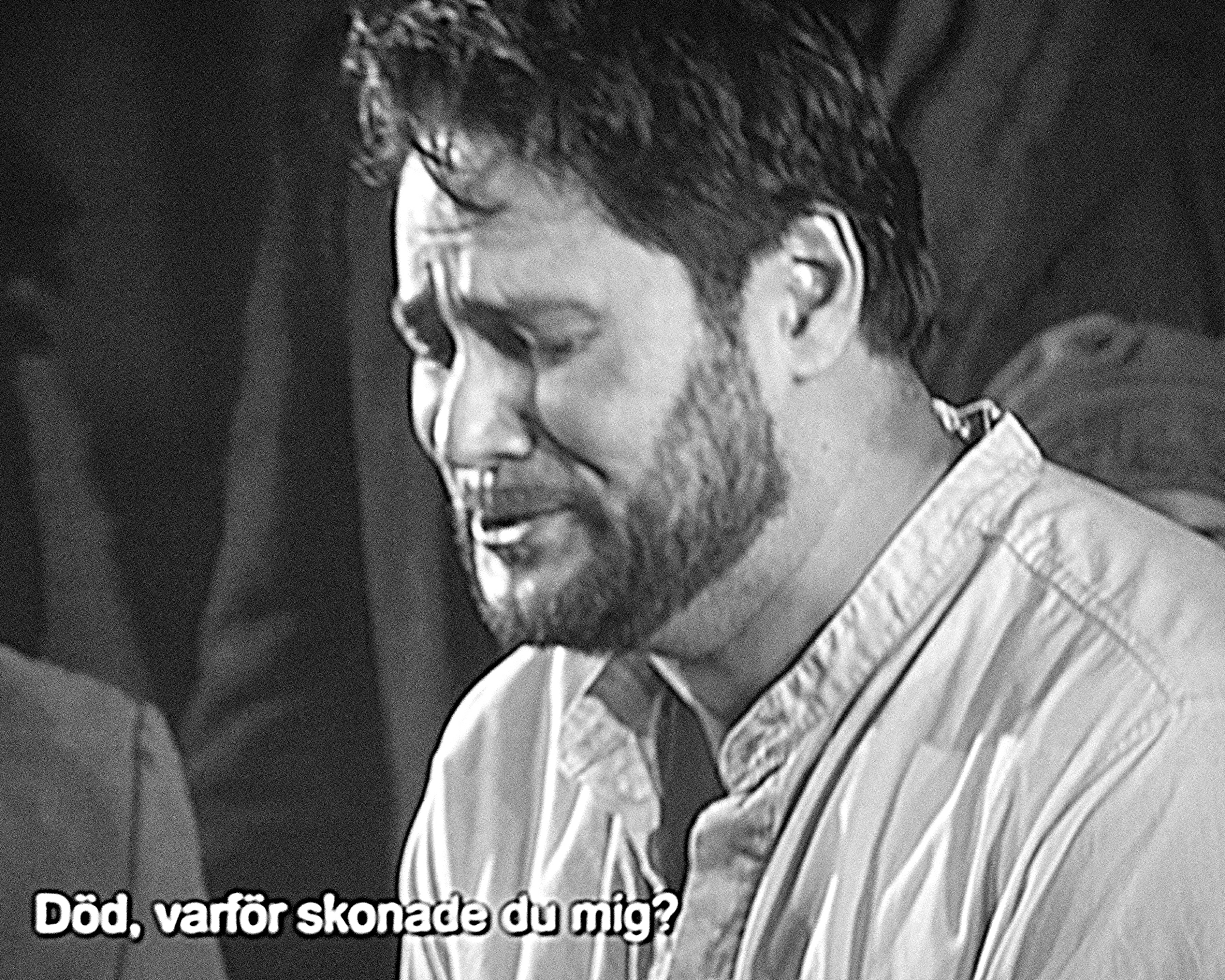
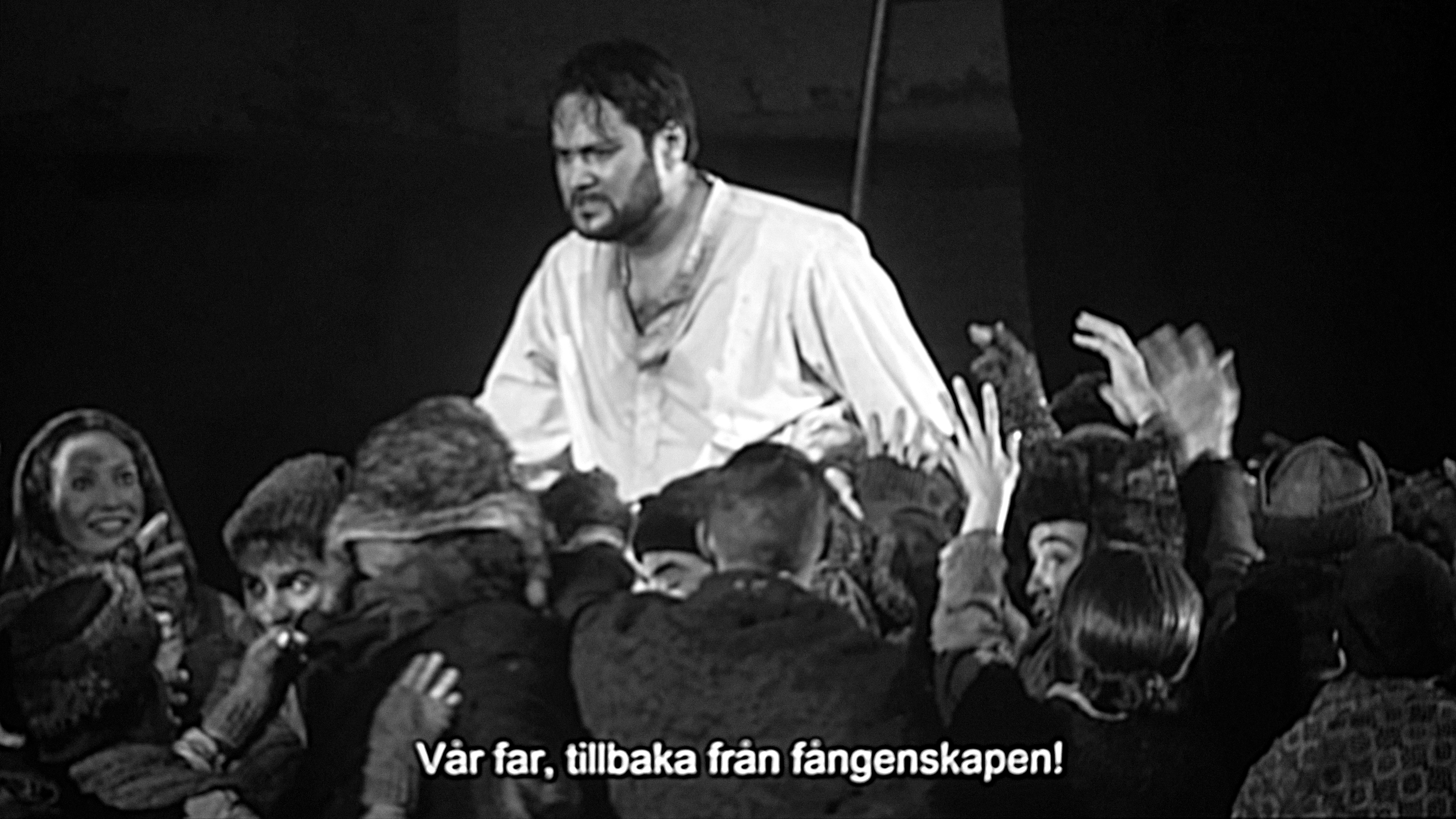